# 2001-es úszó-világbajnokság
A 2001-es úszó-világbajnokságot július 16. és július 29. között rendezték Fukuoka városában, Japánban. A világbajnokságok történetében először volt Ázsiában a „vizes vb”.
A világbajnokságon a férfiak és nőknél is 5–5 új versenyszámot rendeztek. Úszásban az 50 m-es távon az 1986-ban elsőként megrendezett gyorsúszás mellett ezen a világbajnokságon már a másik három úszásnemben is világbajnokot avattak. A férfiaknál a 800 m-es, a nőknél 1500 m-es távon is versenyt rendeztek. A hosszútávúszás versenyei közé került a 10 km-es táv. Ezzel összességében 61 versenyszámot rendeztek. Összesen 134 ország 1498 versenyzője vett részt a világbajnokságon.

## A helyszín kiválasztása
A FINA 1998. január 10-én Perth-ben Fukuokának adta a rendezés lehetőségét Barcelonával szemben.

## Magyar versenyzők eredményei
Magyarország a világbajnokságon 40 sportolóval képviseltette magát, akik összesen 1 arany- 1 ezüst- és 1 bronzérmet nyertek.

### Érmesek
| Érem      | Versenyző | Versenyszám | Versenyszám               | Dátum |
| --------- | --- | ----------- | ------------------------- | ----- |
| Aranyérem | Kovács Ágnes | Úszás       | Női 200 méteres mellúszás |       |
| Ezüstérem | Magyar női vízilabda-válogatott Sós Ildikó Szép Brigitta Tiba Zsuzsanna Sipos Edit Dancsa Katalin Stieber Mercédesz Rédei Kata Drávucz Rita Valkay Erzsébet Szremkó Krisztina Pelle Anikó Valkai Ágnes Primász Ágnes | Vízilabda   | Női vízilabda             |       |
| Bronzérem | Kovács Ágnes | Úszás       | Női 100 méteres mellúszás |       |

## Éremtáblázat
Jelmagyarázat:
| Japán (rendező ország) | Magyarország |

| Helyezés | Nemzet                    | Arany | Ezüst | Bronz | Összesen |
| 1        | Ausztrália                | 13    | 4     | 6     | 23       |
| 2        | Kína                      | 10    | 6     | 4     | 20       |
| 3        | Amerikai Egyesült Államok | 9     | 9     | 8     | 26       |
| 4        | Oroszország               | 6     | 8     | 7     | 21       |
| 5        | Olaszország               | 6     | 2     | 4     | 12       |
| 6        | Németország               | 4     | 7     | 8     | 19       |
| 7        | Hollandia                 | 3     | 5     | 1     | 9        |
| 8        | Ukrajna                   | 3     | 1     | 1     | 5        |
| 9        | Svédország                | 1     | 3     | 2     | 6        |
| 10       | Egyesült Királyság        | 1     | 2     | 4     | 7        |
| 11       | Japán                     | 1     | 1     | 7     | 9        |
| 12       | Kanada                    | 1     | 1     | 3     | 5        |
| 13       | Románia                   | 1     | 1     | 2     | 4        |
| 14       | Magyarország              | 1     | 1     | 1     | 3        |
| 15       | Spanyolország             | 1     | 0     | 0     | 1        |
| 16       | Franciaország             | 0     | 2     | 1     | 3        |
| 17       | Mexikó                    | 0     | 2     | 0     | 2        |
| 17       | Ausztria                  | 0     | 2     | 0     | 2        |
| 19       | Izrael                    | 0     | 1     | 1     | 2        |
| 20       | Lengyelország             | 0     | 1     | 0     | 1        |
| 20       | Svájc                     | 0     | 1     | 0     | 1        |
| 20       | Jugoszlávia               | 0     | 1     | 0     | 1        |
| 20       | Costa Rica                | 0     | 1     | 0     | 1        |
| 24       | Dél-afrikai Köztársaság   | 0     | 0     | 1     | 1        |
| Összes   | Összes                    | 61    | 62    | 61    | 184      |

- A férfi 50 m-es gyorsúszásban 2 bronzérmet osztottak ki.
- A női 4x100 m-es váltó gyorsúszásban 2 ezüstérmet osztottak ki, bronzérmes nem volt.

## Eredmények

### Úszás
- WR – világrekord (World Record)
- CR – világbajnoki rekord (világbajnokságokon elért eddigi legjobb eredmény) (Championship Record)

#### Férfi
| Versenyszám               | Arany                                                                 | Arany       | Ezüst                                                                                         | Ezüst    | Bronz                                                                                              | Bronz    |
| ------------------------- | --------------------------------------------------------------------- | ----------- | --------------------------------------------------------------------------------------------- | -------- | -------------------------------------------------------------------------------------------------- | -------- |
| 50 m-es gyorsúszás        | Anthony Ervin · Egyesült Államok                                      | 22,09       | Pieter van den Hoogenband · Hollandia                                                         | 22,16    | Roland Schoeman · Dél-afrikai Köztársaság · Jamanoi Tomohiro · Japán                               | 22,18    |
| 100 m-es gyorsúszás       | Anthony Ervin · Egyesült Államok                                      | 48,33 CR    | Pieter van den Hoogenband · Hollandia                                                         | 48,43    | Lars Frolander · Svédország                                                                        | 48,79    |
| 200 m-es gyorsúszás       | Ian Thorpe · Ausztrália                                               | 1:44,06 WR  | Pieter van den Hoogenband · Hollandia                                                         | 1:45,81  | Klete Keller · Egyesült Államok                                                                    | 1:47,10  |
| 400 m-es gyorsúszás       | Ian Thorpe · Ausztrália                                               | 3:40,17 WR  | Grant Hackett · Ausztrália                                                                    | 3:42,51  | Emiliano Brembilla · Olaszország                                                                   | 3:45,11  |
| 800 m-es gyorsúszás       | Ian Thorpe · Ausztrália                                               | 7:39,16 WR  | Grant Hackett · Ausztrália                                                                    | 7:40,34  | Graeme Smith · Egyesült Királyság                                                                  | 7:51,12  |
| 1500 m-es gyorsúszás      | Grant Hackett · Ausztrália                                            | 14:34,56 WR | Graeme Smith · Egyesült Királyság                                                             | 14:58,94 | Alexei Filipets · Oroszország                                                                      | 15:01,43 |
|                           |                                                                       |             |                                                                                               |          | |          |
| 50 m-es hátúszás          | Randall Bal · Egyesült Államok                                        | 25,34       | Thomas Rupprath · Németország                                                                 | 25,44    | Matt Welsh · Ausztrália                                                                            | 25,49    |
| 100 m-es hátúszás         | Matt Welsh · Ausztrália                                               | 54,31 CR    | Örn Arnarson · Izland                                                                         | 54,75    | Steffen Driesen · Németország                                                                      | 54,91    |
| 200 m-es hátúszás         | Aaron Peirsol · Egyesült Államok                                      | 1:57,13 CR  | Markus Rogan · Ausztria                                                                       | 1:58,07  | Örn Arnarson · Izland                                                                              | 1:58,37  |
|                           |                                                                       |             |                                                                                               |          | |          |
| 50 m-es mellúszás         | Oleh Liszohor · Ukrajna                                               | 27,52 CR    | Roman Szludnov · Oroszország                                                                  | 27,60    | Domenico Fioravanti · Olaszország                                                                  | 27,72    |
| 100 m-es mellúszás        | Roman Szlodnov · Oroszország                                          | 1:00,16     | Domenico Fioravanti · Olaszország                                                             | 1:00,47  | Ed Moses · Egyesült Államok                                                                        | 1:00,61  |
| 200 m-es mellúszás        | Brendan Hansen · Egyesült Államok                                     | 2:10,69 CR  | Maxim Podoprigora · Ausztria                                                                  | 2:11,09  | Kitadzsima Kószuke · Japán                                                                         | 2:11,21  |
|                           |                                                                       |             |                                                                                               |          | |          |
| 50 m-es pillangóúszás     | Geoff Huegill · Ausztrália                                            | 23,50       | Lars Frolander · Svédország                                                                   | 23,57    | Mark Foster · Egyesült Királyság                                                                   | 23,62    |
| 100 m-es pillangóúszás    | Lars Frolander · Svédország                                           | 52,10 CR    | Ian Crocker · Egyesült Államok                                                                | 52,25    | Geoff Huegill · Ausztrália                                                                         | 52,36    |
| 200 m-es pillangóúszás    | Michael Phelps · Egyesült Államok                                     | 1:54,58 WR  | Tom Malchow · Egyesült Államok                                                                | 1:55,28  | Anatolij Poljakov · Oroszország                                                                    | 1:55,68  |
|                           |                                                                       |             |                                                                                               |          | |          |
| 200 m-es vegyesúszás      | Massimiliano Rosolino · Olaszország                                   | 1:59,71     | Tom Wilkens · Egyesült Államok                                                                | 2:00,73  | Justin Norris · Ausztrália                                                                         | 2:00,91  |
| 400 m-es vegyesúszás      | Alessio Boggiatto · Olaszország                                       | 4:13,15     | Erik Vendt · Egyesült Államok                                                                 | 4:15,36  | Tom Wilkens · Egyesült Államok                                                                     | 4:15,94  |
|                           |                                                                       |             |                                                                                               |          | |          |
| 4 × 100 m-es gyorsváltó   | Ausztrália · Michael Klim · Ashley Callus · Todd Pearson · Ian Thorpe | 3:14,10 CR  | Hollandia · Mark Veens · Johan Kenkhuis · Klaas-Erik Zwering · Pieter van den Hoogenband      | 3:14,56  | Németország · Stefan Herbst · Torsten Spanneberg · Lars Conrad · Sven Lodziewski                   | 3:17,52  |
| 4 × 200 m-es gyorsváltó   | Ausztrália · Grant Hackett · Michael Klim · Bill Kirby · Ian Thorpe   | 7:04,66 WR  | Olaszország · Emiliano Brembilla · Matteo Pelliciari · Andrea Beccari · Massimiliano Rosolino | 7:10,86  | Egyesült Államok · Scott Goldblatt · Nate Dusing · Chad Carvin · Klete Keller                      | 7:13,69  |
| 4 × 100 m-es vegyes váltó | Ausztrália · Matt Welsh · Regan Harrison · Geoff Huegill · Ian Thorpe | 3:35,35 CR  | Németország · Steffen Driesen · Jens Kruppa · Thomas Rupprath · Torsten Spanneberg            | 3:36,34  | Oroszország · Vlagyiszlav Aminov · Dmitrij Komornyikov · Vlagyiszlav Kuljikov · Dmitrij Csernycsev | 3:37,77  |

#### Női
| Versenyszám               | Arany                                                                               | Arany       | Ezüst | Ezüst    | Bronz                                                            | Bronz    |
| ------------------------- | ----------------------------------------------------------------------------------- | ----------- | --- | -------- | ---------------------------------------------------------------- | -------- |
| 50 m-es gyorsúszás        | Inge de Bruijn · Hollandia                                                          | 24,47       | Therese Alshammar · Svédország | 24,88    | Sandra Völker · Németország                                      | 24,96    |
| 100 m-es gyorsúszás       | Inge de Bruijn · Hollandia                                                          | 54,18       | Katrin Meissner · Németország | 55,07    | Sandra Völker · Németország                                      | 55,11    |
| 200 m-es gyorsúszás       | Giaan Rooney · Ausztrália                                                           | 1:58,57     | Yang Yu · Kína | 1:58,78  | Camelia Potec · Románia                                          | 1:58,85  |
| 400 m-es gyorsúszás       | Jana Klocskova · Ukrajna                                                            | 4:07,30     | Claudia Poll · Costa Rica | 4:09,15  | Hannah Stockbauer · Németország                                  | 4:09,36  |
| 800 m-es gyorsúszás       | Hannah Stockbauer · Németország                                                     | 8:24,66     | Diana Munz · Egyesült Államok | 8:28,84  | Kaitlin Sandeno · Egyesült Államok                               | 8:31,45  |
| 1500 m-es gyorsúszás      | Hannah Stockbauer · Németország                                                     | 16:01,02 CR | Flavia Rigamonti · Svájc | 16:05,99 | Diana Munz · Egyesült Államok                                    | 16:07,05 |
|                           |                                                                                     |             | |          |                                                                  |          |
| 50 m-es hátúszás          | Haley Cope · Egyesült Államok                                                       | 28,51       | Antje Buschschulte · Németország | 28,53    | Natalie Coughlin · Egyesült Államok                              | 28,54    |
| 100 m-es hátúszás         | Natalie Coughlin · Egyesült Államok                                                 | 1:00,37     | Diana Mocanu · Románia | 1:00,68  | Antje Buschschulte · Németország                                 | 1:01,42  |
| 200 m-es hátúszás         | Diana Mocanu · Románia                                                              | 2:09,94     | Stanislava Komarova · Oroszország | 2:10,43  | Joanna Fargus · Egyesült Királyság                               | 2:11,05  |
|                           |                                                                                     |             | |          |                                                                  |          |
| 50 m-es mellúszás         | Luo Xuejuan · Kína                                                                  | 30,84 CR    | Kristy Kowal · Egyesült Államok | 31,37    | Zoe Baker · Egyesült Királyság                                   | 31,40    |
| 100 m-es mellúszás        | Luo Xuejuan · Kína                                                                  | 1:07,18 CR  | Leisel Jones · Ausztrália | 1:07,96  | Kovács Ágnes · Magyarország                                      | 1:08,50  |
| 200 m-es mellúszás        | Kovács Ágnes · Magyarország                                                         | 2:24,90 CR  | Qi Hui · Kína | 2:25,09  | Luo Xuejuan · Kína                                               | 2:25,29  |
|                           |                                                                                     |             | |          |                                                                  |          |
| 50 m-es pillangóúszás     | Inge de Bruijn · Hollandia                                                          | 25,90 CR    | Therese Alshammar · Svédország | 26,18    | Anna-Karin Kammerling · Svédország                               | 26,45    |
| 100 m-es pillangóúszás    | Petria Thomas · Ausztrália                                                          | 58,27 CR    | Otylia Jedrzejczak · Lengyelország | 58,72    | Ónisi Dzsunko · Japán                                            | 58,88    |
| 200 m-es pillangóúszás    | Petria Thomas · Ausztrália                                                          | 2:06,73 CR  | Annika Mehlhorn · Németország | 2:06,97  | Kaitlin Sandeno · Egyesült Államok                               | 2:08,52  |
|                           |                                                                                     |             | |          |                                                                  |          |
| 200 m-es vegyesúszás      | Martha Bowen · Egyesült Államok                                                     | 2:11,93     | Jana Klocskova · Ukrajna | 2:12,30  | Qi Hui · Kína                                                    | 2:12,46  |
| 400 m-es vegyesúszás      | Jana Klocskova · Ukrajna                                                            | 4:36,98     | Martha Bowen · Egyesült Államok | 4:39,06  | Beatrice Caslaru · Románia                                       | 4:39,33  |
| 4 × 100 m-es gyorsváltó   | Németország · Petra Dallmann · Antje Buschschulte · Katrin Meissner · Sandra Völker | 3:39,58     | Egyesült Államok · Colleen Lanne · Erin Phenix · Maritza Correia · Courtney Shealy · Egyesült Királyság · Alison Sheppard · Melanie Marshall · Rosalind Brett · Karen Pickering | 3:40,80  | nem adták ki                                                     |          |
| 4 × 200 m-es gyorsváltó   | Egyesült Királyság · Nicola Jackson · Janine Belton · Karen Legg · Karen Pickering  | 7:58,69     | Németország · Silvia Szalai · Sarah Harstick · Hannah Stockbauer · Meike Freitag                                                                                                | 8:01,35  | Japán · Mita Maki · Hagivara Tomoko · Nagai Tomoko · Jamanoi Eri | 8:02,97  |
| 4 × 100 m-es vegyes váltó | Ausztrália · Dyana Calub · Leisel Jones · Petria Thomas · Sarah Ryan                | 4:01,50 CR  | Egyesült Államok · Natalie Coughlin · Megan Quann · Mary Descenza · Erin Phenix                                                                                                 | 4:01,81  | Kína · Zhan Shu · Luo Xuejuan · Ruan Yi · Xu Yanwei              | 4:02,53  |

### Hosszútávúszás

#### Férfi
| Versenyszám             | Arany                               | Arany   | Ezüst                               | Ezüst   | Bronz                          | Bronz   |
| ----------------------- | ----------------------------------- | ------- | ----------------------------------- | ------- | ------------------------------ | ------- |
| 5 km-es hosszútávúszás  | Luca Baldini · Olaszország          | 55:37   | Evgueni Bezroutchenko · Oroszország | 56:31   | Marco Formentini · Olaszország | 56:42   |
| 10 km-es hosszútávúszás | Evgueni Bezroutchenko · Oroszország | 2:01:04 | Vlagyimir Diatcsin · Oroszország    | 2:01:06 | Fabio Venturini · Olaszország  | 2:01:11 |
| 25 km-es hosszútávúszás | Jurij Kudinov · Oroszország         | 5:25:32 | Stephane Gomez · Franciaország      | 5:26:00 | Stephane Lecat · Franciaország | 5:26:36 |

#### Női
| Versenyszám             | Arany                      | Arany   | Ezüst                         | Ezüst   | Bronz                       | Bronz   |
| ----------------------- | -------------------------- | ------- | ----------------------------- | ------- | --------------------------- | ------- |
| 5 km-es hosszútávúszás  | Viola Valli · Olaszország  | 1:00:23 | Peggy Büchse · Németország    | 1:00:49 | Hayley Lewis · Ausztrália   | 1:00:52 |
| 10 km-es hosszútávúszás | Peggy Büchse · Németország | 2:17:32 | Irina Abisszova · Oroszország | 2:17:47 | Edith van Dijk · Hollandia  | 2:17:52 |
| 25 km-es hosszútávúszás | Viola Valli · Olaszország  | 5:56:51 | Edith van Dijk · Hollandia    | 6:00:36 | Angela Maurer · Németország | 6:06:19 |

### Műugrás

#### Férfi
| Versenyszám           | Arany                          | Arany  | Ezüst                                     | Ezüst  | Bronz                                                 | Bronz  |
| --------------------- | ------------------------------ | ------ | ----------------------------------------- | ------ | ----------------------------------------------------- | ------ |
| 1 m-es műugrás        | Vang Feng · Kína               | 444,03 | Wang Tianling · Kína                      | 433,14 | Alexander Dobroszkok · Oroszország                    | 414,21 |
| 3 m-es műugrás        | Dmitrij Szautyin · Oroszország | 725,82 | Wang Tianling · Kína                      | 717,27 | Teraucsi Ken · Japán                                  | 712,38 |
| 10 m-es toronyugrás   | Tian Liang · Kína              | 688,77 | Alexandre Despatie · Kanada               | 670,95 | Mathew Helm · Ausztrália                              | 670,23 |
| 3 m-es szinkronugrás  | Kína · Peng Po · Wang Kenan    | 342,63 | Mexikó · Joel Rodriguez · Fernando Platas | 338,49 | Oroszország · Alexander Dobroszkok · Dmitrij Szautyin | 335,19 |
| 10 m-es szinkronugrás | Kína · Tian Liang · Hu Csia    | 361,41 | Mexikó · Eduardo Rueda · Fernando Platas  | 336,63 | Ukrajna · Roman Volodkov · Anton Zakharov             | 336,06 |

#### Női
| Versenyszám           | Arany                           | Arany  | Ezüst                                                     | Ezüst  | Bronz                                          | Bronz  |
| --------------------- | ------------------------------- | ------ | --------------------------------------------------------- | ------ | ---------------------------------------------- | ------ |
| 1 m-es műugrás        | Blythe Hartley · Kanada         | 300,81 | Wu Minxia · Kína                                          | 297,57 | Zhang Jing · Kína                              | 294,15 |
| 3 m-es műugrás        | Guo Jingjing · Kína             | 596,67 | Irina Lashko · Ausztrália                                 | 552,39 | Julija Pahalina · Oroszország                  | 543,54 |
| 10 m-es toronyugrás   | Xu Mian · Kína                  | 532,65 | Duan Qing · Kína                                          | 522,54 | Loudy Tourky · Ausztrália                      | 511,50 |
| 3 m-es szinkronugrás  | Kína · Wu Minxia · Guo Jingjing | 347,31 | Oroszország · Julija Pahalina · Vera Ilinia               | 320,61 | Németország · Ditte Kotzian · Conny Schmalfuss | 303,03 |
| 10 m-es szinkronugrás | Kína · Duan Qing · Sang Xue     | 329,94 | Oroszország · Evgeniya Olshevskaya · Svetlana Timoshinina | 306,90 | Japán · Mijazaki Takiri · Ócuki Emi            | 297,00 |

### Szinkronúszás
| Versenyszám | Arany                                | Arany  | Ezüst                                                      | Ezüst  | Bronz                                          | Bronz  |
| ----------- | ------------------------------------ | ------ | ---------------------------------------------------------- | ------ | ---------------------------------------------- | ------ |
| Egyéni      | Olga Brusznikina · Oroszország       | 99,434 | Virginie Dedieu · Franciaország                            | 98,287 | Tacsibana Mija · Japán                         | 97,870 |
| Páros       | Japán · Tacsibana Mija · Takeda Miho | 98,910 | Oroszország · Anasztaszia Davidova · Anasztasszia Ermakova | 98,390 | Kanada · Claire Carver-Dias · Fanny Letourneau | 96,704 |
| Csapat      | Oroszország                          | 98,917 | Japán                                                      | 98,083 | Kanada                                         | 97,453 |

### Vízilabda
| Versenyszám | Arany         | Ezüst        | Bronz       |
| ----------- | ------------- | ------------ | ----------- |
| Férfi       | Spanyolország | Jugoszlávia  | Oroszország |
| Női         | Olaszország   | Magyarország | Kanada      |